# David Needham
David Needham (Leicester, 1949. május 21. –) angol labdarúgó, hátvéd.

## Pályafutása

### Klubcsapatban
1965 és 1977 között a Notts County, 1977-ben a Queens Park Rangers, 1977 és 1982 között a Nottingham Forest labdarúgója volt. A Foresttel két BEK-győzelmet (1978–79, 1979–80) szerzett. 1982-ben a kanadai Toronto Blizzard, 1983 és 1986 között a Kettering Town csapatában szerepelt.

### A válogatottban
1978-ban hat alkalommal szerepelt az angol B-válogatottban és két gólt szerzett.

## Sikerei, díjai
Notts County
- az év játékosa (1970)
- Angol bajnokság – negyedosztály (Fourth Division)
  - bajnok: 1970–71

 Nottingham Forest
- Angol ligakupa
  - győztes: 1978–79
- Angol szuperkupa (FA Charity Shield)
  - győztes: 1978
- Bajnokcsapatok Európa-kupája (BEK)
  - győztes (2): 1978–79, 1979–80
- UEFA-szuperkupa
  - győztes: 1979
  - döntős: 1980
- Interkontinentális kupa
  - döntős: 1980